# حسینیه سفلی
حسینیه سفلی مربوط به دوره قاجار است و در شهرستان اردکان، بخش عقدا، دهستان عقدا، روستای هفتادر، محله سفلی واقع شده و این اثر در تاریخ ۲۶ اسفند ۱۳۸۶ با شمارهٔ ثبت ۲۲۱۲۳ به‌عنوان یکی از آثار ملی ایران به ثبت رسیده است.